# Кучи
Кучи су једно од српских брђанских племена, настањених у каснијој Зетској нахији Књажевине Црне Горе. Као Брђaне их спомиње и владика Цетиња и Скендерије Висарион Бориловић Бајица, 10. децембра 1678. године у писму млетачком провидуру Далмације и Арбаније, Јеролиму Корнеру. Назив племена требало би тражити у словенским језицима. „Кучи“ на руском језику значи „гомиле“, док у српском постоји реч „скучени“. То би могло да указује на бројност племена у прошлости, као и на порекло његовог имена.  Према неким тумачењима, име племена потиче од албанске речи „kuq“ — „црвен“. Међутим, према другим изворима, овакво тумачење порекла имена је погрешно, јер се албанска реч „kuq“ изговара као „кућ“ и додатно, у време формирања племена Кучи доласком Срба затечени су само илирски и влашки народи где би и требало тражити порекло назива. Назив Куч као презиме први пут се јавља у Дечанској хрисовуљи 1330. уписан је Петар Куч, а у попису Скадарске области из 1416–1417. четрнаест лица имају презиме Куч. У турском дефтеру из 1485. имамо потврду и за презиме, село и нахију Кучи, у којој је било 19 лица са презименом Куч. Према томе, не може се утврдити да ли ријеч Куч значи име или неку личну особину.
Истраживањем њихових обичаја и начина живота се бавио почетком 20. века Стеван Дучић.
Староседеоци кучких области су се углавном бавили сточарством и живели полуномадским начином живота. Борбе за богате планинске пашњаке, омогућиле су бројнијем и јачем становништву опстанак на овим просторима, те је досељавање новог становништва често имало за последицу истискивање и исељавање староседеоца.
Од 10. века, с периодичним варијацијама, већину становништва ових области сачињавали су Срби и Арбанаси, те су се све до 16. и краја 17. века одвијали процеси који су решавали етничку судбину племена Куча и касније рода Дрекаловића.
Међу првим историјским подацима у настојању племена Куча да сачувају своју православну веру говори нам уговор из септембра месеца 1455. године, сачињен између горњозетских поглавара (међу којима и кучких) и Млетачке републике, где се захтева да ниједан бискуп или свештеник латински не може бити над њиховим црквама, већ само свештенство српске вере.
У каснијем периоду, под утицајем старих Куча, јаком српском свешћу и примером суседних племена (Братоножићи) главни део племена је одбио да буде поарбанашен, покатоличен или исламизован. Преласком (или повратком) војводе Лала Дрекалова у православну вероисповест и чувањем исте кроз време турске власти, овај процес је добио коначно и трајно историјско утемељење. Тако, скадарски бискуп Антонио Владањи, 1736. године пише својим надређеним ватиканским поглаварима: „Кучи су с изузетком који сам поменуо у (Триепсима или Затријепчу) сви шизматици. Веома су плаховити, живе од плена и никако неће да се потчине Турцима. Имају 500 кућа и велики су противници наше свете вере“.

## Стање после заузимања Скадра
Након што су Турци заузели Скадар и Зетску равницу 1479. године, настају нови политички, економски и порески услови који условљавају становништво најпре катунских нахија на чвршће уједињење и јачању међусобних савеза кроз племенске заједнице. Ове заједнице, као мање самоодбрамбене државице штитиле су своја добра и чланове. Унутар племена развијала се патријархална култура и особен начин живота који је у суровим условима непрекидних борби, глади, болести и одмазди успео вековима да задржи своју самосталност и слободу.
Будући да су Кучи по турском освајању припојени Скадарском Санџакату (подгоричка административна јединица Санџакбега) то прве податке о становништву потичу из пописа — дефтера, које су спровеле турске власти 1485, 1497. и 1570. године. Тако знамо да је по првом попису из 1485. године кучку нахију сачињавало осам села са 253 куће. Већ у другом попису из 1497. године, уочавају се неки новостворени катуни (Љешевићи, Петровићи и Павловићи, Лопари, Бањевци и Коћи) а број кућа се повећао за 135. домаћинстава, укупно 388 кућа. Од овог броја кућа, 1570. године, што због губитка у борбама с Турцима, исељавања и помора од куге, остало је свега око 200 кућа.
За време владавине Османског царства на овим просторима долази до појаве појединачне или колективне исламизације или католичења становништва, тако се често дешавало да су две или три генерације исте фамилије бивали различитих вера. Кучи су са околним арбанашким племенима: Климетима, Хотима, Грудима, Кастратима и Шкреље, које у свом извештају упућеном Риму 1610. године, наводи барски надбискуп и примас српски Марин Бици, углавном имали добре односе, и често пружали заједнички отпор турским освајачима. Но, да то није имало континуитет говори Фра Карло делла Мирандола из Груде, обраћајући се 16. априла 1643. године префекту, оцу Керубину, саопштавајући да су православни Кучи у крвној завади са римокатоличким Хотима, те је он морао да их мири и у томе постигао успех.

## Српски црквено-народни сабор у Кучима са пећким патријархом на челу сабора
Године 1614. био је у Кучима збор главних људи из околних покрајина са пећким патријархом на челу, где се договарало о општем устанку против Турске. Одлучено је да се унесе што више оружја у Црну Гору. 1675. године је Руфим II Бољевић утицао на Куче, да се из римокатолицизма врате у православље. И каснији митрополити скендеријско приморски, одржавају везе са Кучима, па је тако митрополит Данило Петровић у писму кучком војводи Петру Иликову Дрекаловићу, од 30. августа 1712. запиписао: ...Поздравите све кучке витезове, као вазда слободне и своје господаре, који су умјели чувати своју србску слободу...

## Турска окупација
Убрзо по турској окупацији настају и први од тридесетосам великих и безброј мањих оружаних сукоба које су Кучи водили, било као незаобилазни савезници Црне Горе и околних племена или у директној одбрани свог опстанка. Због осорности и храбрости која је снажила и друге делове региона који је био под турском влашћу, Турци су у три страшне и велике похаре Куча покушали да их физички истребе (прва 1455, друга 1774. и трећа 1862. године) што је имало тешке последице по кучко становништво али су опстали. Из истих разлога, физичко истребљење Куча и рода Дрекаловића наредио је књаз Данило, а ова похара се десила 28. јуна 1855. године. У исти дан, годину дана касније (1856) војвода Мирко је повео војску на другу црногорску похару Куча која је по обиму, жртвама, пљачки, паљевинама и злочину надмашила све похаре које су учинили Турци.
Живећи на својој земљи, пет векова под Османским царством Кучи су се довијали, борили, удруживали са околним српским и арбанашким племенима и извојевали висок степен аутономије. Имали су „државу у држави” коју су платили многим недаћама, великим исељавањима и високом ценом многих људских живота. Одлуком Берлинског конгреса 1878. године, Кучи улазе у састав Црне Горе.
Приликом повлачења границе између Краљевине СХС и Албаније 1922. Кучи су остали без доста шуме.
Нека од братстава овог племена су Мићковићи, Баковићи. Из Петали (Доњи Дукађин (Доњи Пилот)) су досељеници из Куча и зову се Дрекали Кучит.

## Познати Кучи
- Петар Ораховац, бугарски лекар и политичар
- Академик професор др Веселин Перић, математичар
- Ђоко Мирашевић, генерал, троструки носилац ордена Легије части
- Војвода Дрекале
- Лале Дрекалов
- Марко Миљанов, војвода
- Радоња Петровић, војвода
- Новак Милошев Вујадиновић, алајбарјактар црногорске војске
- Митар Лаковић, командант црногорске војске на Скадру
- Шћепо Спаић, генерал црногорске војске
- Радосав Ружин Миловић, барјактар Безјово-лазорачке чете.
- поп Милисав Дракуловић
- Жељко Веселиновић
- поп Божо Вујошевић
- поп Перо Ивановић
- Јевто Вујошевић
- Ђоко Прелевић, народни херој НОБ
- Љубица Поповић, народни херој НОБ
- Мирољуб Петровић
- Васа Чарапић
- Богдан Вујошевић
- Душко Вујошевић
- Милија Рашовић
- Бранко Рашовић, фудбалер
- Вук Рашовић
- Божина Ивановић, предсједник предсједништва Црне Горе
- Драгиша Ивановић
- проф. др Слободан Вујошевић, природно-математички факултет ЦГ
- проф. др Ново Вујошевић, социолог
- Дејан Радоњић, кошаркашки тренер
- Душко Вујошевић, кошаркашки тренер
- Бранислав Милачић, фудбалски тренер
- Бранислав Прелевић
- Божо Прелевић
- Ђорђе Божовић Гишка
- Марина Куч
- Сузана Лазовић, рукометашица
- Предраг Павићевић
- Душко Ивановић
- Раде Баковић
- Аца Лукас
- Марко Милачић
- Дивна М. Вуксановић, књижевница, доктор филозофије и професор Универзитета уметности у Београду
- Младен Нелевић, глумац
- Бранимир Поповић, глумац
- Драго Дедић, сликар
- Оливер Ивановић, политичар
- Милош Коматина, народни херој
- Димитрије Беговић од Спајића, командант Јабланичко-топличког одреда
- Рајко Петров Ного, познати академик и пјесник
- Милан Куч народни херој
- Милош Вучевић, правник и политичар,бивши премијер Србије